# Društvo slovenskih režiserjev
Društvo slovenskih režiserjev (kratica DSR, angleško: Directors' Guild of Slovenia) je stanovsko društvo slovenskih filmskih in televizijskih režiserjev. Sedež ima v Ljubljani in združuje poklicne filmske in televizijske režiserje režiserje vseh generacij, filmske in televizijske scenariste (DSR Scenaristi), ter asistente režiserje (sekcija asistentov režiserjev).
Ustanovila ga je skupina filmskih režiserjev, ki so prej tvorili jedro Sekcije režiserjev pri Društvu slovenskih filmskih ustvarjalcev, in sicer leta 2005, ob stoletnici slovenskega filma.
V temeljnem aktu DSR je zapisano: »Osnovni namen društva je vzpodbujati k samostojnemu, svobodnemu in ustvarjalnemu delovanju članov režiserjev v ugodnih pogojih, razvijati odgovoren odnos članov do poklica režiserja ter vzpodbujati poglobljeno spoznavanje dela slovenskih kot tudi tujih režiserjev.«
DSR je polnopravni član Zveze društev slovenskih filmskih ustvarjalcev (Zveza DSFU), krovne strokovne organizacije na področju produktivne kinematografije v Sloveniji ter polnopravni predstavnik Slovenije v dveh mednarodnih organizacijah: Zvezi evropskih avdiovizualnih režiserjev (La Fédération Européenne des Réalisateurs de l'Audiovisuel - FERA) in Zvezi scenaristov v Evropi (Federation of Screenwriter in Europe).

## Vodstvo

### Predsedniki
- 2005–2006   Janez Lapajne
- 2006–2010   Martin Srebotnjak
- 2010–2012   Miha Hočevar
- 2012–2016   Klemen Dvornik
- 2016–2018   Miha Knific
- 2018–2020   Urša Menart
- 2020–2024   Matevž Luzar
- 2024–2026   Urša Menart

### Podpredsedniki
- 2005–2006   Martin Srebotnjak
- 2006–2010   Miha Hočevar
- 2010–2012   Klemen Dvornik
- 2012–2016   Boris Petkovič
- 2012–2016   Urša Menart
- 2018–2020   Darko Sinko
- 2020–2026   Sonja Prosenc

## Častni člani
- Jože Pogačnik (1932-2016) (od 2012)
- Vojko Duletič (1924-2013) (od 2012)
- Mako Sajko (1927-2023) (od 2013)
- Karpo Godina (*1943) (od 2016)
- Marija Šeme Baričevič (*1927) (od 2021)
- scenaristi: Zdravko Duša (*1950) (od 2018)